# Stenophylax muehleni
Stenophylax muehleni är en nattsländeart som först beskrevs av Mclachlan 1884.  Stenophylax muehleni ingår i släktet Stenophylax och familjen husmasknattsländor. Inga underarter finns listade i Catalogue of Life.